# Ellen Montalba
Pour les articles homonymes, voir Montalba.

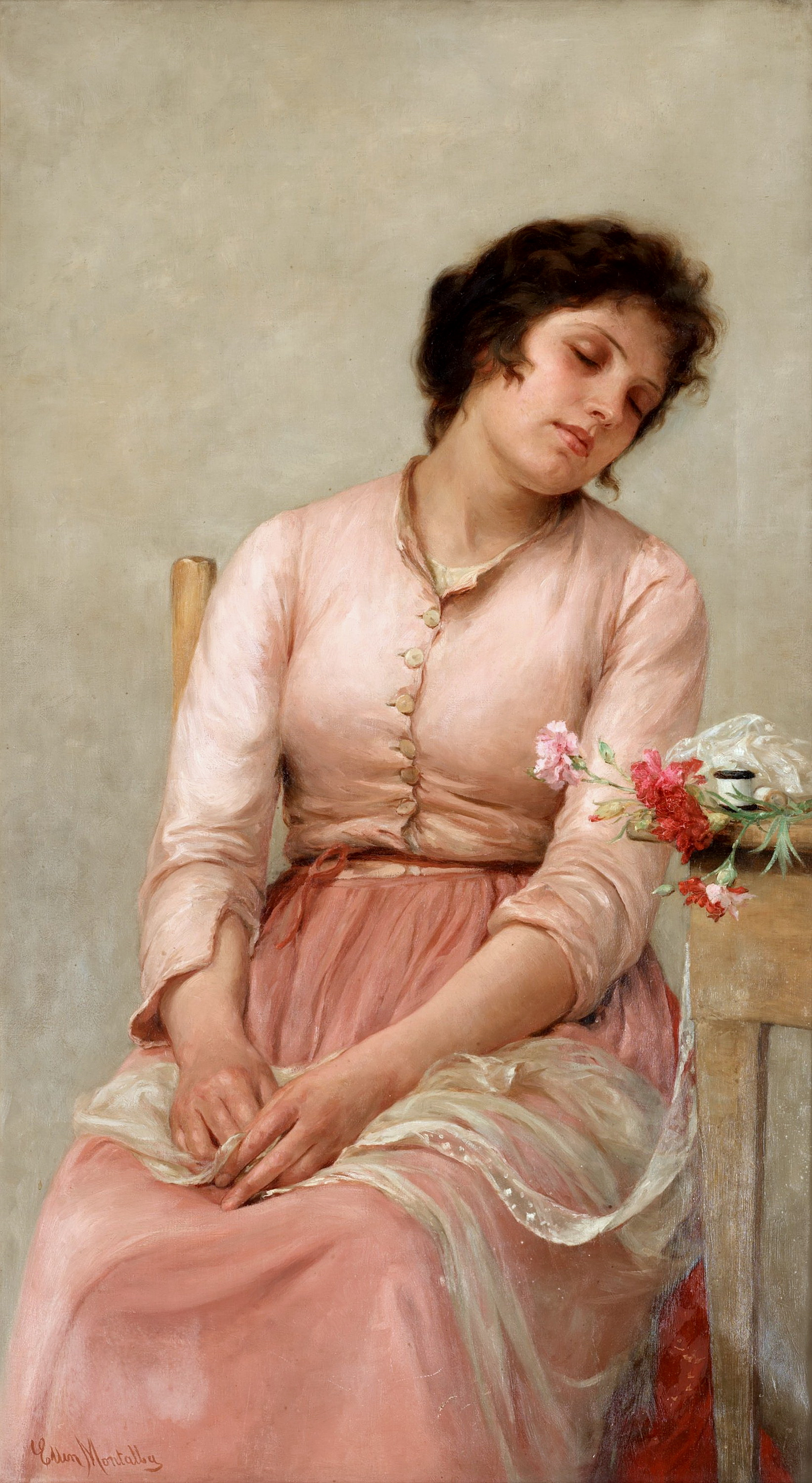
Dreamshuile sur toile, 112,5 x 63 cmannées 1880.

Ellen Emeline Montalba, née à Bath, est une artiste britannique des années 1860 aux années 1910.

## Biographie
Née à Bath, elle est l'une des quatre filles de l'artiste Anthony R. Montalba (en) et d'Emeline (née Davies). Elle et ses trois sœurs acquièrent toutes une grande renommée en tant qu'artistes. Selon le recensement britannique de 1871, Anthony Montalba vit au 19 Arundel Gardens, Notting Hill, à Londres, avec quatre filles, toutes artistes.
Les sœurs Montalba contribuent régulièrement à l'exposition d'été de la Royal Academy dans les années 1870. Ellen étudie dans les écoles de South Kensington, qui devient plus tard le Royal College of Art, et en Europe, étant basée à Venise avec sa famille. Elle est active à Londres et Venise de 1872 à 1902. Elle peint des portraits, des études de figures et des paysages, y compris des portraits grandeur nature. Parmi les portraits qu'elle expose, il y a l'un de sa sœur Clara et aussi l'un de la princesse Louise. Elle expose ses œuvres au Woman's Building lors de l'Exposition universelle de 1893 à Chicago en Illinois.
Per Lady Layard's Journal disponible en ligne à l'Université Baylor, Texas, Ellen Montalba a commencé à peindre un portrait de Lady Enid Layard le 6 décembre 1899 et bien qu'il ait été jugé achevé avec succès le 15 mai 1901, Ellen travaillait sur quelques touches finales à Lady Layard's mains le 5 mars 1902. La dernière mention d'Ellen Montalba par Lady Layard dans son journal date du 13 septembre 1912, lorsqu'elle visita la famille Montalba à Belluno, en Italie, où ils avaient pris une maison pour l'été et Enid écrivit : " Seule Ellen était absente - elle ne se portait pas bien ".